# Cicely Saunders

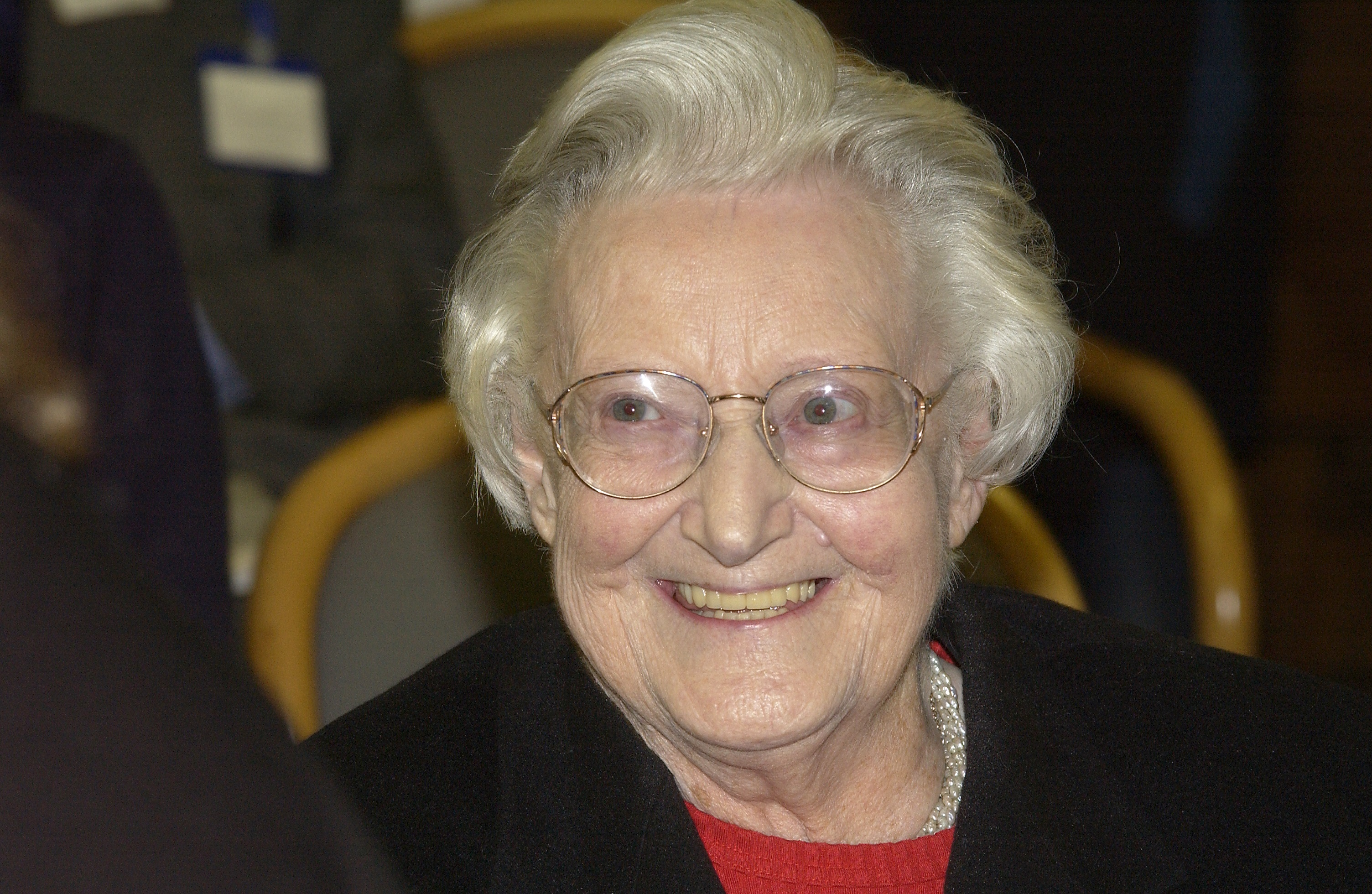
Cicely Saunders, 2002

Dame Cicely Mary Strode Saunders, OM, DBE (* 22. Juni 1918 in Barnet, Hertfordshire; † 14. Juli 2005 in London) war eine englische Krankenschwester, Sozialarbeiterin und Ärztin. Sie ist die Begründerin sowohl der modernen Hospizbewegung als auch der Palliative Care und gilt als Pionierin der Palliativmedizin.

## Leben
Cicely Saunders war das erste von drei Kindern des Immobilienmaklers Gordon Saunders und seiner Frau Chrissie. Sie besuchte die Roedean-Internatsschule bis 1937 und begann anschließend ein Studium der Philosophie, Politik und Ökonomie am St Anne’s College, Oxford. Sie brach das Studium ab, da sie im gerade ausgebrochenen Zweiten Weltkrieg etwas Nützlicheres machen wollte, und ließ sich am St Thomas’ Hospital in der Nightingale School of Nursing zur Krankenschwester ausbilden. Nach Kriegsende kehrte sie zurück ans St Anne’s College und nahm ihr Studium wieder auf, das sie 1947 mit einem Diplom in Public and Social Administration abschloss. Die bis dahin sich selbst als Atheistin bezeichnende Saunders bekannte sich während eines evangelikalen Sommercamps 1947 zum Christentum, was sich prägend auf ihre Haltung und ihr weiteres Schaffen auswirken sollte.
Ihre erste Stelle trat sie – wieder am St Thomas’s Hospital – als Hilfsfürsorgerin für die Northcote-Stiftung an, die sich speziell Krebskranken widmete. Daneben arbeitete sie weiterhin als sogenannte Lady Almoner und als Freiwillige in der Krankenpflege. Dabei begegnete sie Patienten, die sich im Endstadium ihrer Erkrankung befanden, und stellte fest, dass diese oft unzureichend versorgt waren und vor allem unter Schmerzen litten.
Als sie Ende der 1940er Jahre im St. Lukes Hospital in London arbeitete, lernte sie im Herbst 1947 den 40-jährigen Patienten David Tasma kennen. Tasma, ein aus Polen stammender Jude und Überlebender des Warschauer Ghettos, litt aufgrund einer fortgeschrittenen Krebserkrankung unter starken Schmerzen und wurde von Saunders in seinen letzten Wochen begleitet. Er vermachte ihr sein Vermögen von £ 500, verbunden mit dem Wunsch, ein Sterbeheim zu eröffnen.
Da Saunders klar war, dass sie für dieses Ziel weitere Qualifikationen benötigte, beschloss sie, Ärztin zu werden. 1957 beendete sie die entsprechende Ausbildung an der St Thomas’s Hospital Medical School (inzwischen im King’s College London aufgegangen) mit einem Bachelor of Medicine, Bachelor of Surgery (MBBS). Schon 1959 entwarf sie ein zehnseitiges Papier, auf dem sie ihr Vorhaben erläuterte, um es im Freundeskreis zu verbreiten. Es dauerte aber noch Jahre, bis 1967 das St. Christopher’s Hospice in Sydenham im Südosten Londons eröffnet werden konnte; bis dahin arbeitete Saunders sieben Jahre lang als Ärztin im Hospiz der Schwestern der Barmherzigkeit. Von 1967 bis 1985 leitete Saunders das St Christopher’s Hospice.
Saunders heiratete erst spät und hatte keine Kinder. Sie engagierte sich auch in ihrem Ruhestand in der Hospizbewegung und starb 87-jährig in dem von ihr eröffneten Hospiz.

## Wirken

### Schmerztherapie
Gegen Ende des Zweiten Weltkrieges sammelte Saunders Erfahrungen mit Krankenpflege, die aufgrund der schlechten Versorgungslage zu der Zeit fast gänzlich ohne die Möglichkeiten der modernen Pharmakologie auskommen musste. Später beobachtete sie, nun Sozialarbeiterin, dass Patienten in der Endphase ihrer Krebserkrankung und deren Familien durch unzureichend behandelte Schmerzen regelrecht zermürbt wurden.
Im St Luke’s Hospital, wo sie neben ihrem Studium weiter in der Krankenpflege arbeitete, wurden gegen solche starken Schmerzen regelmäßig geringe Dosen Morphin verabreicht. Saunders erkannte die Effektivität dieser Maßnahme, was sie veranlasste, weitere Forschungen auf diesem Feld zu betreiben.
Während ihrer medizinischen Ausbildung am St Joseph’s Hospice führte sie das Schmerzregime ein, das sie im St Luke’s kennengelernt hatte. Die Erfahrungen und Ergebnisse wurden von Saunders detailliert aufgezeichnet und weiterentwickelt; angespornt von den positiven Reaktionen der Patienten, die nun deutlich weniger unter Schmerzen litten. Sie konnte damit nachweisen, dass es für die verbreiteten Vorurteile und Mythen in der Schmerzbehandlung keine Grundlage gab. Bis dahin herrschte zum Beispiel die Meinung vor, dass Morphin abhängig mache; Patienten erhielten nach einer Schmerzmittelgabe eine weitere Dosis erst dann, wenn der Schmerz wieder eingesetzt hatte. Saunders dagegen sah eine regelmäßige Schmerzmittelgabe in einer dem individuellen Patienten angepassten Dosis vor, so dass der Schmerz kontinuierlich unterdrückt wird. Im St Christopher’s Hospice wurde dann systematisch in der Schmerztherapie geforscht. So konnte der dort ab 1971 angestellte Arzt Robert Twycross Saunders Arbeiten wissenschaftlich untermauern, dass kontinuierliche Morphingaben zur Schmerzlinderung nicht zu Abhängigkeit führen oder in der Wirkung stetig nachlassen (Toleranz).
Aus ihren Erfahrungen im Umgang mit Sterbenden prägte Cicely Saunders in den frühen 1960ern den Begriff des Total Pain. Nach diesem Konzept besteht der Schmerz aus vier Dimensionen: Physisch, psychisch, sozial und spirituell. Schwerkranke Menschen verspüren demnach Schmerzen, die über das rein körperliche Leiden hinausgehen. Eine effektive Behandlung solcher Schmerzen musste Saunders zufolge deshalb multidimensional erfolgen.

### Hospice Care und Palliative Care
Die physische, psychische, soziale und spirituelle Dimension sollte nicht nur in der Schmerztherapie, sondern ebenso in der gesamten Behandlung und Pflege Sterbender berücksichtigt werden. Deshalb gründeten Saunders und ihre Mitstreiter ein stationäres Hospiz, unabhängig vom staatlichen Gesundheitsdienst. Saunders formulierte mit Hospice care Basisprinzipien zur ganzheitlichen Begleitung in der letzten Lebenszeit, welche seit 1977 unter dem Begriff Palliative Care vor allem in Nordamerika und Europa verbreitet wurden. Der neue Begriff Palliative Care sollte verdeutlichen, dass das Hospiz-Konzept auch außerhalb eines speziell dafür konzipierten Gebäudes umgesetzt werden kann und soll; mit Hilfe eines multiprofessionellen Teams, unterstützt durch ehrenamtliche Helfer, um belastende Symptome so gut es geht zu kontrollieren, und unter Einbeziehung der Familie. Angehörige haben die Möglichkeit, sich einerseits gemeinsam mit dem Team an der Versorgung des Kranken zu beteiligen; andererseits steht das Team ihnen zur Seite, wenn sie selbst Hilfe vor oder nach dem Tod des Patienten benötigen. Zentrale Leitideen sind dabei Lebensqualität und Selbstbestimmung bis zum Schluss. Saunders Religiosität bzw. Spiritualität prägte ihre Arbeit, dennoch verneinte sie die Frage, ob Hospizeinrichtungen immer christlich begründet sein müssten. Ihr war jedoch wichtig, dass Hospizmitarbeiter sich auf eine Art philosophisch-spirituelle Basis stützen können, um diese Arbeit bewältigen zu können. Medizinisches Fachwissen müsse mit einer Haltung religiöser und spiritueller Offenheit verbunden werden. Euthanasie im Sinne einer Tötung auf Verlangen lehnte Saunders nicht nur wegen ihrer christlichen Überzeugung ab: Sie ging davon aus, dass eine gute Symptomkontrolle den Wunsch nach aktiver Sterbehilfe gar nicht aufkommen ließe. Die Entwicklung von Sterbebegleitung, Palliativmedizin und Palliativpflege sind wesentlich Saunders Pionierarbeit zu verdanken. In Großbritannien entstanden nach dem Vorbild des St Christopher’s bis 2005 insgesamt 220 und weltweit über 8.000 stationäre Hospize. Deutschland zählte 2016 bereits 235 stationäre Hospize.

### Stiftung

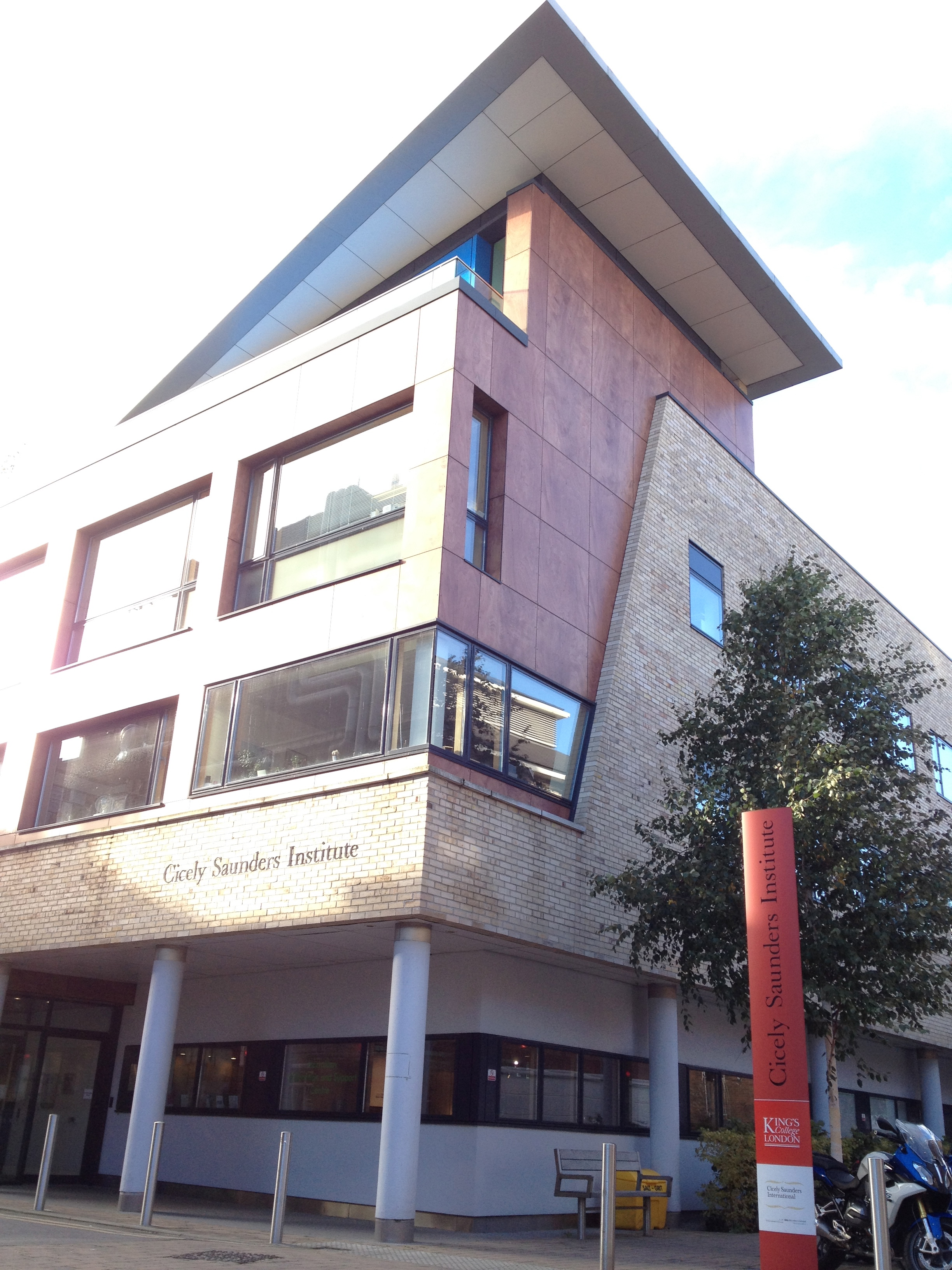
Das Cicely Saunders Institute auf dem Denmark Hill Campus des King’s College, London

Saunders erkannte, dass sich die Hospizbewegung bisher allein auf sterbende Krebspatienten konzentrierte. Um die Angebote auch für Patienten zu öffnen, die an anderen schweren unheilbaren Erkrankungen leiden, und um die weitere Forschung in der Palliative Care voranzutreiben, gründete sie 2002 die Cicely Saunders Foundation, deren Präsidentin sie bis zu ihrem Tod war.
Später umbenannt in Cicely Saunders International, gelang es mit einer Spendenkampagne, 10.000.000 £ für das neue Forschungszentrum einzuwerben. Das Cicely Saunders Institute wurde 2010 auf dem Campus des King’s College London eröffnet; als erste Einrichtung in der Welt, die in Saunders’ Sinne Forscher, Ärzte, Lehrer und Pflegende unter einem Dach versammelte. Seit 2017 ist das Institut Teil der Florence Nightingale Faculty of Nursing, Midwifery & Palliative Care am King’s College.

## Auszeichnungen
Saunders erhielt zahlreiche Auszeichnungen. 1980 wurde sie durch Königin Elisabeth II. als Dame Commander of the Order of the British Empire ausgezeichnet und damit in den persönlichen Adelsstand erhoben. 1989 wurde sie durch Elisabeth II. in den Order of Merit aufgenommen, ebenfalls 1989 als einzige Frau des 20. Jahrhunderts in England zum Ehrendoktor der Medizin ernannt (übergeben durch den Erzbischof von Canterbury). 2001 erhielt das von ihr gegründete Hospiz den Conrad N. Hilton Humanitarian Prize (dotiert mit 1,5 Mio. US-Dollar). 2003 wurde Saunders mit dem Ehrenpreis des Viktor-Frankl-Fonds der Stadt Wien ausgezeichnet. 2004 erhielt sie mit der Paracelsus-Medaille die höchste Auszeichnung der deutschen Ärzteschaft. Am 3. Juli 2005 verlieh ihr die University of Bath die Ehrendoktorwürde.

## Veröffentlichungen (Auswahl)
- Management of Intractable Pain. In: Proceedings of the Royal Society of Medicine, 56. Jg., Nr. 3, März 1963, PMID 13986816, S. 195–197.
- The nature and management of terminal pain and the hospice concept. In: Advances in Pain Research, herausgegeben von John J. Bonica und Vittorio Ventafridda; Vol 2, Raven Press, New York 1979.
- The nature and nurture of pain control. In: Journal of Pain and Symptommanagement. Band 1, Nr. 4, 1986, PMID 3640793, S. 199–201.
- Spiritual pain. In: Journal of Palliative Care. Band 4, Nr. 3, September 1988, PMID 3183827, S. 29–32.
- Leben mit dem Sterben. Betreuung und medizinische Behandlung todkranker Menschen. Huber, Bern/Göttingen/Toronto 1991, ISBN 3-456-82080-1.
- Brücke in eine andere Welt. Was hinter der Hospiz-Idee steht. Herder, Freiburg im Breisgau/Basel/Wien 1999, ISBN 3-451-04708-X.
- Sterben und leben. Spiritualität in der Palliative Care. Theologischer Verlag, Zürich 2009, ISBN 978-3-290-17534-4.

## Dokumentation
- 1971: Noch 16 Tage. Eine Sterbeklinik in London. Reinhold Iblacker, Siegfried Braun